# 柳瀬典由
柳瀬 典由（やなせ のりよし、1974年 ‐ ）は，日本の経済学者，経営学者。博士（商学）一橋大学。
2019年より慶應義塾大学商学研究科教授を務める 。
慶應着任以前に、東京経済大学経営学部教授，東京理科大学経営学部教授を歴任した。
専門は、リスクマネジメント，保険，企業金融（コーポレートファイナンス）。

## 略歴
- 1974年 大阪府生まれ、奈良県私立東大寺学園高校卒業
- 1998年 一橋大学商学部卒業
- 2000年 一橋大学大学院商学研究科 修士課程修了
- 2003年 一橋大学大学院商学研究科 博士後期課程修了 博士（商学）一橋大学
- 2003年 東京経済大学経営学部 専任講師，准教授，教授（- 2016年）
- この間，サウスカロライナ大学客員教授（University of South Carolina (USA), Moore School of Business, Visiting Research Professor of Finance (2009‐2011)）を務める。
- 2017年 東京理科大学経営学部 准教授，教授（- 2019年）
- 2015年 （公財）損害保険事業総合研究所 理事
- 2018年 東京経済大学 TKU ファイナンス研究所 客員研究員
- 2019年 慶應義塾大学商学部 教授
- 2021年 （公財）東京経済研究センター（TCER）フェロー
- 2022年 サイジニア（株）社外監査役
- 2023年 公認会計士試験 試験委員（経営学）
- 2024年 （公財）生命保険文化センター 理事

## 主要著作
- 『はじめて学ぶリスクと保険』下和田功，米山高生，岡田太，金瑢，諏澤吉彦，柳瀬典由, 有斐閣, 2004年 (改定版2007年，第3版2010年，第4版2014年，第5版2024年)
- 『保険とリスクマネジメント』(Harrington, S.; Niehaus, G. [2003] Risk Management and Insurance, McGraw-Hill) 米山高生，箸方幹逸，岡田太，柳瀬典由，石坂元一，諏澤吉彦，曽耀ホウ, 東洋経済新報社, 2005年
- 『民間医療保険の戦略と課題』堀田一吉，山田武，柳瀬典由，丹下博史，宮地朋果，江澤雅彦，小林三世治，岡田太，明田裕, 勁草書房, 2006年
- 『統合リスクマネジメント』(Doherty, N. [2000] Integrated Risk Management, McGraw-Hill) 森平爽一郎，米山高生，柳瀬典由，吉田靖，石坂元一，川西泰祐，高岡浩一郎，神楽岡優昌，石村直之, 中央経済社, 2012年
- 『リスクマネジメント』柳瀬典由，石坂元一，山崎尚志, 中央経済社, 2018年
- 『日本の金融システム―ポスト世界金融危機の新しい挑戦とリスク』祝迫得夫（編）, 東京大学出版会, 2023年
- 『企業のリスクマネジメントと保険－日本企業を取り巻く環境変化とERM・保険戦略』柳瀬典由（編著）, 慶應義塾大学出版会, 2024年

## 受賞歴
- 2012年 日本保険学会 学会賞
- 2013年 かんぽ財団 調査研究優秀研究賞
- 2014年 日本経営財務研究学会 学会賞
- 2016年 生活経済学会 奨励賞